# 론다 쉐어
론다 시어(Rhonda Shear, 1954년 11월 12일 ~ )는 미국의 배우, TV 사회자이다.
뉴올리언스에서 태어났다.

## 출연 작품

### 영화
- 유쾌한 감방 (1985, Doin' Time)
- 스페이스볼 (1987)
- Tender Loving Care (1995)
- 사랑의 기숙사 2 (1995, Assault of the Party Nerds 2: The Heavy Petting Detective (1995)
- 마이너스 제로 (1996, Earth Minus Zero)

### 텔레비전
- 댈러스 (1982-85)